# Альойзи Оршулик
Альо̀йзи Оршу̀лик (на полски: Alojzy Orszulik) е полски римокатолически духовник, викариен епископ на Шедлешката епархия и титулярен епископ на Висалса в периода 1989 – 1992, епископ на Ловишката епархия в периода 1992 – 2004 година, от 2004 година старши епископ на епархията. Кавалер на Ордена на Белия орел.

## Биография
Роден е на 21 юни 1928 г. в Барановице Шльонске в семейство на земеделци. Започва да учи в основно училище преди Втората световна война и до 1939 г. завършва четири класа. По време на окупацията работи като дърводелец и продължава тази професия през първите 3 години след войната. Член е на сдружение Марианска солидация. През 1948 – 1951 г. се обучава в Нисшата духовна семинария на отците палотини в Хелмно, където получава зрелостно свидетелство. През 1951 г. става послушник в обществото на палотините в Зомбковице Шльонске. През 1952 – 1957 г. следва философия и теология във Висшата духовна семинария на отците палотини в Олтажев. Полага обет на 8 септември 1956 г., а за презвитер е ръкоположен на 22 юни 1957 г. в Олтажев от кардинал Стефан Вишински, примас на Полша. През 1958 г. продължава следването си във Факултета по канонично католическо право на Любелския университет, където придобива последователно степените магистър и лиценциант по канонично право.
През 1961 – 1989 г. води лекции по канонично право във Висшата духовна семинария на отците палотини в Олтажев. През 1963 – 1966 г. е асистент в Катедрата по римско право в Академията по католическа теология във Варшава.
От 1962 г. работи в Секретариата на полския епископат, в периода 1962 – 1968 г. заема длъжността референт, а от 1968 до 1993 г. оглавява Пресбюрото на секретариата. През 1971 – 1973 г. провежда разговори с представители на държавната власт относно закона за оземляване на Църквата в Западните и Южните територии. Оттогава нататък участва в разговорите с властите, свързани с отношенията между държавата и Църквата. През ноември 1980 г. става член-секретар на Общата комисия на представителите на полския епископат и правителството на Полската народна република. Като изпълняващ тази функция той взема участие в подготовката апостолическите посещения на папата до Полша. През 1981 – 1983 г. и 1987 – 1989 г. е част от законодателния екип, който разработва проектозакона, уреждащ отношението на държавата към Католическата църква. През 1983 г. става помощник-секретар в Конференцията на полския епископат, а през 1984 г. заместник-председател на Комисията за социални комуникации, като освен това е член на Комисията по въпросите за църковните издателства и църковен асистент в Църковния земеделски комитет и Фондацията за подпомагане на водоснабдяването в селските райони. През 1987 г. влиза в състава на Съвместната комисия на апостолската столица и полския епископат по въпроса за установяване на дипломатически отношения между Ватикана и Полша. Взема участие в разговорите в Магдаленка и в заседанията на Кръглата маса. Номиниран от папа Павел VI от 1974 до 1994 г. е консултант при Папския съвет за социални комуникации.
На 8 септември 1989 г. папа Йоан-Павел II го назначава за викарен епископ на Шедлецка епархия с титулярна столица Виссалса. Ръкоположен за епископ на 8 декември 1989 г. в катедралата Непорочно зачатие на Св. Дева Мария в Шедълце. Ръкополага го кардинал Юзеф Глемп, примас на Полша, придружаван от архиепископ Бронислав Домбровски, варшавски викарен епископ, и Ян Мазур, епископ на Шедлецка епархия. Приема за свой девиз думите „Christo in aliis servire“. През 1989 – 1992 г. изпълнява длъжността на генерален викарий на епархията. Той е един от инициаторите за създаването католическо радио Подляше.
На 25 март 1992 г. е преместен на длъжността епископ на новосъздадената Ловицка епархия. Още същия ден започва каноничната си дейност там, но официално приема длъжността на 12 април 1992 г. в катедралата Възнесение на Пресвета Дева Мария и св. Миколай в Лович. Докато ръководи епархията основава Висша духовна семинария в Лович (1992) и Колегиум по катехизис в Лович, възобновява капитула в Ленчица (1994), създава епархиална Каритас (1992), а също и епархиално Радио Виктория. През 1999 г. посреща в Лович папа Йоан-Павел II. На 27 март 2004 г. Йоан-Павел II приема неговия отказ от изпълнение на задълженията на епископ на Ловицка епархия.
В периода 1989 – 1994 г. е заместник-секретар на Полския епископат. До 1994 г. е заместник-председател на Конференцията на епископата, а от 1994 г. председател на Комисията за средствата за масова комуникация. Взема участие в работата на Правната комисия, а също и в Съвместната комисия на полския епископат и полското правителство. В периода 1990 – 1993 г. като делегат на Светия престол преговаря с полското правителство по въпроса за подписване на договор (конкордат). През 2004 участва в посвещаването на Анджей Джуба за ловицки епископ.

## Отличия, титли, награди
С решение на президента на Република Полша Бронислав Коморовски от 4 ноември 2010 г. е отличен е Орден на Белия орел.
Почетен гражданин на: община Вискитки, Ленчица (2002), Лович (2003) и Гловна (2011).
Носител на отличието Командир на Ордена на помирението, награда Роман Анджейевски за 2008 година и титлата почетен член на Ловицкото дружество на приятелите на науката.